# Stefan Piesnack
Stefan Piesnack, född 24 februari 1957 i Helsingfors, är en finländsk gitarrist som är mest känd som långtida gitarrist för punklegenden Pelle Miljoona. Han hörde till de grundande medlemmarna av Hanoi Rocks och fungerade inom new wave-gruppen Problems? På 90-talet lade han musikerbanan på hyllan efter två decennier av drogmissbruk. Han återvände år 2000 till Tumppi Varonen & Problems.

## Biografi

### De tidiga åren
Gitarristen Stefan Piesnack växte upp i samma kretsar som finska artistlegender som Andy McCoy, Pelle Miljoona, Maukka Perusjätkä och Räkä Malmi i slutet av 1970-talet och var med om att forma new wave-scenen i Helsingfors. 
Innan sin första skiva spelade han i små grupper som Plain Shit och Näköhäiriö. Det sistnämnda var en föregångare till Problems? där han tillsammans med musiker som Tumppi Varonen och Rubberduck Jones nådde kultstatus i Helsingfors med skivan Katupoikia (Gatupojkar) 1980.
I början av 1979 grundade han tillsammans med bl.a. Pelle Miljoona och Tumppi Varonen gruppen Pelle Miljoona & 1980 i ett Finland som ännu bara hade några få hängivna punkentusiaster. I och med skivorna Viimeinen syksy (Den sista hösten) och Näyttämökuvia (Estradbilder) fick den unga mainstreampubliken också upp ögonen för den nya musikstilen och snart kunde man höra varenda finniga tonåring från Rovaniemi till Hangö gå omkring och nynna på slagdängan Tahdon rakastella sinua (Jag vill älska med dig). Låten spelas ännu i dag på radion och finns inetsad i alla finländares undermedvetna.

### Hanoi Rocks & Pelle Miljoona
Strax efter skivreleasen hoppade Stefan av bandet för att grunda bandet Hanoi Rocks tillsammans med Michael Monroe och Nasty Suicide. Det blev snart problem då Nasty och Michael ville dra musiken i en mer melodisk riktning och Stefan var för rakare punk. Då han efter fyra konserter blev haffad av polisen (inte för sista gången) för droginnehav, sparkades han och ersattes av Andy McCoy.
Under hela åttiotalet spelade Stefan sedan med Pelle Miljoona i alla hans uppsättningar, bland annat den mest framgångsrika, Pelle Miljoona Oy. Han hann inte medverka i gruppens mest framgångsrika album, Moottoritie on kuuma (Motorvägen är het), eftersom gitarristplatsen då ännu hölls av Andy McCoy. När Andy tog över platsen i Hanoi Rocks, var det inte mer än naturligt att Stefan intog positionen i Pelle Miljoonas led. Pelle Miljoona blev snart med sin hesa röst och sitt vilda scenframträdande ett begrepp i den finska rockvärlden. Många framträdande musiker har spelat i Pelles band, men den bestående faktorn ända fram till 1989 var Stefan Piesnack. I början av 1980-talet spelade han också in två skivor med Problems?

### Drogerna och avbrottet
Under 70- och 80-talen hade Stefan stora problem med droger och blev ofta arresterad för drogrelaterade brott. I och med 90-talets intrång fick han nog, lämnade rocklivet bakom sig och satte sig på torken. Liksom många före detta missbrukare, satsade han sin energi på att hjälpa andra. I dag fungerar han som intendent för Helsingfors bostäder för mindre bemedlade. År 2000 återvände han igen till musiklivet som gitarrist för sin gamla grupp Tumppi Varonen & Problems? som gjort comeback och spelade sporadiska konserter. Där fungerade han tills bandet upplöstes 2005. Han var också med om en reunion-turné med Pelle Miljoona & 1980 år 2004.

## Stefans band
- Plain Shit
- Näköhäiriö
- Problems?
- Cochise
- Hanoi Rocks
- Pelle Miljoona & 1980
- Pelle Miljoona Oy
- Pelle Miljoona
- Mijoonaliiga
- Pelle Miljoona & Linnunlaulut
- Tumppi Varonen & Problems

## Diskografi
- Katupoikia (Problems?/1980)
- Yleisön pyynnöstä (Problems?/1981)
- Kaupungin valot (Problems?/1982)
- Viimeinen syksy (Pelle Mijoona & 1980/1979)
- Näyttämökuvia (Pelle Mijoona & 1980/1980)
- Matkalla tuntemattomaan (Pelle Mijoona Oy/1981)
- Radio Kebab (Pelle Mijoona Oy/1982)
- Jos… (Pelle Mijoona/1984)
- Enkelten Kaupungissa (Miljoonaliiga/1985)
- Tule kotiin Johnny (Pelle Miljoona & Linnunlaulu/1987)
- Sadepäivän ihmisiä (Pelle Miljoona & Linnunlaulu/1989)
- Tästä tähän (Tumppi Varonen & Problems?/2001)
- Takaisin luontoon (Tumppi Varonen & Problems?/2003)